# Omner (imię)

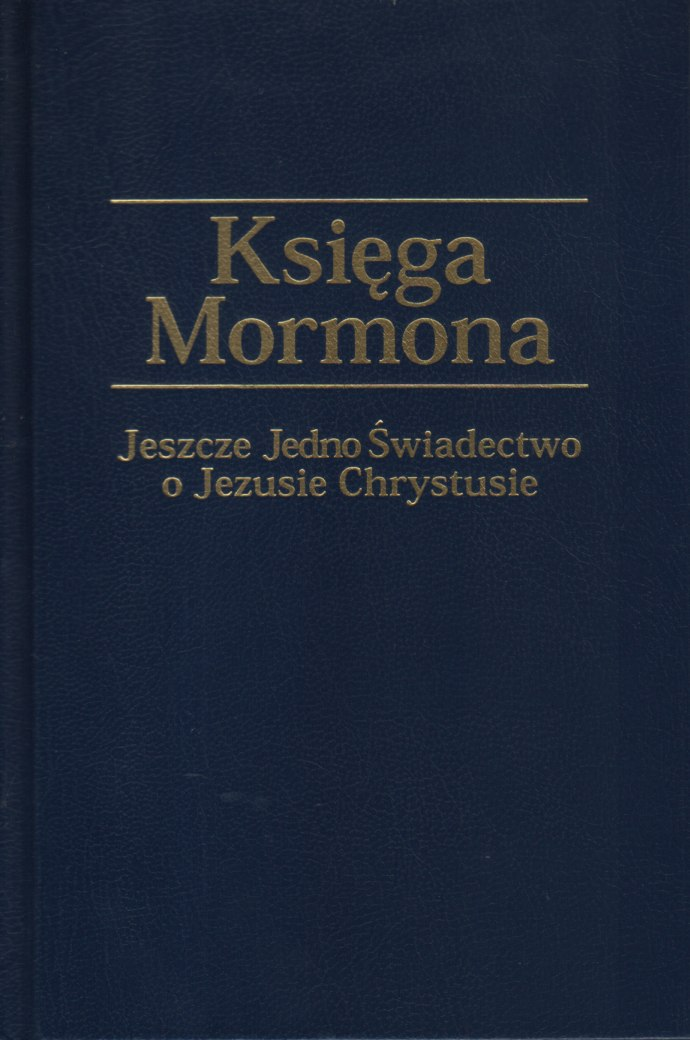
Księga Mormona, jedno z mormońskich pism świętych i jednocześnie tekst, z którego pochodzi imię Omner

Omner (deseret 𐐉𐐣𐐤𐐇𐐡) – imię męskie występujące w wyznaniach należących do ruchu świętych w dniach ostatnich (mormonów). Pochodzi z Księgi Mormona, w której nosił je jeden z synów króla Mosjasza. Pojawiło się w źródłach już w początkach mormonizmu. Występuje wśród wyznających mormonizm Maorysów. Znalazło odzwierciedlenie w szerszej mormońskiej kulturze. Jako imię wywiedzione z pism świętych uznawane jest za powód do dumy, ma także wywierać pozytywny wpływ na życie duchowe noszącego je człowieka. 

## Pochodzenie
Pochodzi z Księgi Mormona, jednego z pism świętych przynależnych do kanonu świętych w dniach ostatnich. Nosił je w niej jeden z synów króla Mosjasza, znany ze swej działalności misyjnej. Można w niej również odnaleźć nefickie miasto o identycznie brzmiącej nazwie.

## Perspektywa historyczna
Pojawia się w źródłach historycznych już w początkach mormonizmu. Nosił je jeden z synów Parleya P. Pratta i Phoebe Elizabeth Soper (Sopher). Dziecko to, urodzone 30 listopada 1851 w chilijskim Valparaíso, zmarło już 7 stycznia 1852. Podzieliło tym samym los innych przedwcześnie zmarłych synów Pratta również noszących imiona zaczerpnięte z Księgi Mormona, kolejno Ethera (1849), Mormona (1850) oraz Mosiaha (1850). Pochowane zostało na cmentarzu przeznaczonym dla nie-katolików w Valparaíso. Grób noworodka, jedyny materialny ślad pierwszej podróży misyjnej Parleya Pratta do Ameryki Południowej, stał się z czasem czymś w rodzaju miejsca pielgrzymek dla chilijskich świętych w dniach ostatnich.
Imię można spotkać wśród wiernych posługujących w Kościele w okresie o kilka dekad późniejszym. Nephi Omner Palmer (1870-1940) odbył misję w Kalifornii na początku lat 30. XX wieku. William Omner Burt (1885-1943) został natomiast wysłany na północny zachód Stanów Zjednoczonych, gdzie służył jako misjonarz między 1908 a 1910.

## Występowanie i obecność w mormońskiej kulturze
Wśród świętych w dniach ostatnich jest rzadkim i dość niechętnie wybieranym imieniem. Imię to pojawia w prowadzonym przez Kościół rejestrze wczesnych misjonarzy, obejmującym okres między 1830 a 1940.
Jako imię specyficznie mormońskie znalazło odbicie w kulturze Kościoła, z którego wierzeń wyrosło. Artykuł na łamach pisma „Friend” z maja 1994 wskazuje choćby, że imię zaczerpnięte z Księgi Mormona może być powodem do dumy oraz wywierać pozytywny wpływ na życie duchowe noszącego je człowieka. Podobną tematykę porusza numer tego samego pisma z lutego 1995.
Jednocześnie częstotliwość występowania danego imienia wśród świętych w dniach ostatnich jest związana z jego obecnością w Księdze Mormona. Wierni nie zawsze identyfikują je jako imię wywiedzione z pism świętych, nawet jeżeli są dobrze zaznajomieni z fundacyjnym tekstem mormonizmu, bez dostrzeżenia go w publikowanych przez Kościół materiałach. W tychże publikacjach natomiast Omner wspominany jest stosunkowo rzadko. Inne imiona, takie jak Nefi, Moroni, Alma czy Ammon, pojawiają się w podręcznikach, przemówieniach czy prasie kościelnej znacznie częściej.
Międzynarodowa ekspansja mormonizmu przyczyniła się do pojawienia się imienia Omner również poza granicami Stanów Zjednoczonych. Występuje chociażby wśród nowozelandzkich Maorysów (w zapisie Omonere).